# Miroslava
Miroslava je ženské křestní jméno slovanského původu.
Miroslava, rozšířená v Česku už od 19. století, je vlastně obdobou Slavomíry, Bedřišky či Frederiky, ale bývá pokládána i za český překlad Ireny. Lidově též Mirka. Podle českého kalendáře má svátek 5. dubna.
Tomuto jménu odpovídá jeho mužská varianta Miroslav.
Zdrobnělina Mira znamená moře, oceán v sanskrtu.

## Domácké podoby
Miruš, Míra, Miruna, Mirča, Mirečka, Mirka, Mirinka, Miruška

## Statistické údaje
Následující tabulka uvádí četnost jména v ČR a pořadí mezi ženskými jmény ve srovnání dvou roků, pro které jsou dostupné údaje MV ČR – lze z ní tedy vysledovat trend v užívání tohoto jména:
| Rok       | Četnost    | Pořadí      |
| 1999      | 47 116     | 35.         |
| 2002      | 46 649     | 35.         |
| Porovnání | o 467 méně | žádná změna |

Změna procentního zastoupení tohoto jména mezi žijícími ženami v ČR (tj. procentní změna se započítáním celkového úbytku žen v ČR za sledované tři roky) je −0,2%.

## Známé nositelky jména
- Mira Figarová (1917–2013) – česká tanečnice, choreografka a divadelní pedagožka
- Míra Holzbachová (1901–1982) – česká tanečnice, choreografka a novinářka
- Mirka Federerová (* 1978) – slovenská tenistka
- Miroslava Bartošíková (1950–2006) – česká právnička a pedagožka
- Miroslava Besserová (1946–2017) – česká scenáristka, publicistka a spisovatelka
- Miroslava Genčiová (1923–2012) – česká literární teoretička a překladatelka
- Miroslava Hajek (* 1947) – historička
- Miroslava Jánošíková (*1969) – reprezentantka Československa a Slovenska v judu
- Miroslava Kolářová (* 1952) – česká divadelní herečka
- Miroslava Kopicová (* 1951) – česká politička, ministryně školství
- Miroslava Křivánková (1954–2021) – česká zpěvačka a skladatelka
- Miroslava Náchodská (* 20. století) – československá krasobruslařka
- Miroslava Němcová (* 1952) – česká politička
- Miroslava Nová (* 1935) – česká sochařka a medailérka
- Miroslava Partlová (* 1985) – slovenská herečka
- Miroslava Pešíková (* 1946) – česká sólová tanečnice a baletní mistryně
- Miroslava Pleštilová (* 1966) – česká herečka
- Miroslava Skleničková (* 1951) – československá sportovní gymnastka
- Miroslava Skovajsová (* 1957) – česká lékařka v oboru mammární diagnostiky, bojovnice proti rakovině prsu
- Miroslava Strnadlová (* 1954) – česká politička
- Miroslava Šafránková (* 1958) – česká herečka
- Miroslava Štaudová-Tomášková (1927–2002) – československá basketbalistka
- Miroslava Šternová (1925/1926–1955) – česko-mexická herečka
- Miroslava Topinková Knapková (* 1980) – česká sportovkyně, veslařka
- Miroslava Vavřínová (* 1951) – česká a československá politička
- Miroslava Vlčková (* 1950) – česká politička
- Miroslava Zychová (* 1945) – česká malířka, grafička a keramička
- Sláva Vorlová (1894–1973) – česká hudební skladatelka

## Jiné Miroslavy
- Miroslava – rumunská obec v župě Iași